# Contrada Molini Girola
La contrada Molini Girola è una delle dieci contrade della città marchigiana di Fermo. Fa parte delle 4 contrade foranee.

## Storia
Pur essendo riconosciuta fin dal XV secolo la vita nella zona cosiddetta oggi Molini Girola, non è attestata la presenza di questa contrada nel palio storico del 1182. La decisione di far partecipare anche le contrade esterne al nucleo cittadino è infatti datata 1982 ossia l'anno di fondazione del Palio Moderno.

### Confini
La contrada si insidia nella zona bagnata dal fiume Tenna. Qui, i suoi abitanti originari, scavarono numerosi canali e costruirono i mulini (oggi simbolo della contrada) che servivano per le attività produttive.

## Albo d'Oro
- Palii dell' Assunta: 5 (1983, 1986, 2010, 2021, 2025)
- Contesa del pallino: 3 (1992, 1995, 2001)
- Tiro al Canapo: 0
- Tiro per l'Astore: 1(2025)
- Gallo d'oro: 1 (2010)